# We Are Planet Perfecto Volume 1
We Are Planet Perfecto Volume 1 – album kompilacyjny angielskiego DJ-a i producenta muzycznego Paula Oakenfolda. Wydany 16 stycznia 2012 roku nakładem wytwórni płytowej, Perfecto Records. Wydawnictwo składa się z dwóch płyt kompaktowych zawierających utwory i remiksy emitowane przez Oakenfolda w jego audycji radiowej Planet Perfecto oraz nadchodzące nowości z Perfecto Records. Wśród artystów obecnych na wydawnictwie znaleźli się, m.in. Lange, Arty, Talla 2XLC, Paul Miller, Gareth Emery, Sonic Element, DJ's United, Armin van Buuren, Paul van Dyk, Planet Perfecto Knights czy Man With No Name.

## Lista utworów
Opracowano na podstawie materiału źródłowego.

### CD 1
1. Juventa - Ocean Sparkles (Eric Shaw's Cinematic Intro Mix)
2. Vertex & Pion - Sunrise Tonic (Liquid Soul Remix)
3. Nicky Romero - Camorra
4. Paul Oakenfold - Otherside (2012 Official Mix)
5. Lange - Sci-Fi Hero (Organ Donors Remix)
6. Richard Beynon - Close To You
7. Paul Oakenfold & Robert Vadney - Pop Star (Feel Rockin Remix)
8. Arty feat. Tania Zygar - The Wall (Arty Re-Mode Mix)
9. Oakenfold feat. Tamra - Maybe It's Over (Perfecto Club Mix)
10. Nadine Loren - Blame It On The Rain (Paul Oakenfold Remix)
11. Ce Ce Peniston feat. Joyriders - Finally (Zen Freeman & Remy Le Duc Remix)
12. D-Mad pres. Yummy - Ahoy
13. Nadine Loren - Head Over Heels (Paul Oakenfold Remix)
14. Paul Oakenfold & Marco V - Groove Machine (Gareth Wyn Remix)
15. Mia Dahli - Need You Now (Kenneth Thomas Remix)
16. Sunleed - Rising Moons
17. Oakenfold feat. Tamra - Sleep (Perfecto Club Mix)
18. Planet Perfecto Knights - Resurrection (Remy Le Duc vs. EC Twins Mix)

### CD 2
1. Syna vs. Ayleon - Change
2. Perfect Stranger & DJ Pena - Ode Ao Sol (Liquid Soul Remix)
3. Sequentia - Eclipse (Broning Remix)
4. Man With No Name - Sugar Rush (Astrix Remix)
5. Paul Oakenfold feat. Matt Goss - Firefly (Phynn Remix)
6. Federation - Innocent Desire (Pure Mix)
7. Paul Oakenfold - Tokyo (Robert Vadney Remix)
8. Lange vs. Gareth Emery - This Is New York (Heatbeat Remix)
9. Grace - Not Over Yet (Max Graham vs. Protoculture Remix)
10. Sonic Element - Amenity (Original Melodic Mix)
11. Paul Oakenfold feat. Brittany Murphy - Faster Kill Pussy Cat (Nat Monday Remix)
12. Paul Oakenfold - Southern Sun (Paul Webster Remix)
13. Sly One vs. Jurrane pres. Protest Movement - You Forget
14. Perfecto All Stars - Pig Bag (Phynn Remix)
15. Talla 2XLC vs. Paul Miller - Extravaganza (Scot Project Breakdown Mix)
16. Magnus - Velvet
17. Inca - Day Dream
18. Paul Oakenfold - Full Moon Party
19. Paul Oakenfold feat. Infected Mushroom - I'm Alive (Sonic Element Remix)
20. DJ's United - Remember Love (Man With No Name Remix)